# Licang, Anhui
Licang (kinesiska: 立仓) är en köping i östra Kina. Den ligger i Mengcheng härad i staden Bozhou i provinsen Anhui, omkring 140 kilometer nordväst om provinshuvudstaden Hefei. Antalet invånare är 72210. Befolkningen består av 35 347 kvinnor och 36 863 män. Barn under 15 år utgör 26,0 %, vuxna 15-64 år 61 %, och äldre över 65 år 11,0 %.